# Kruys (familie)

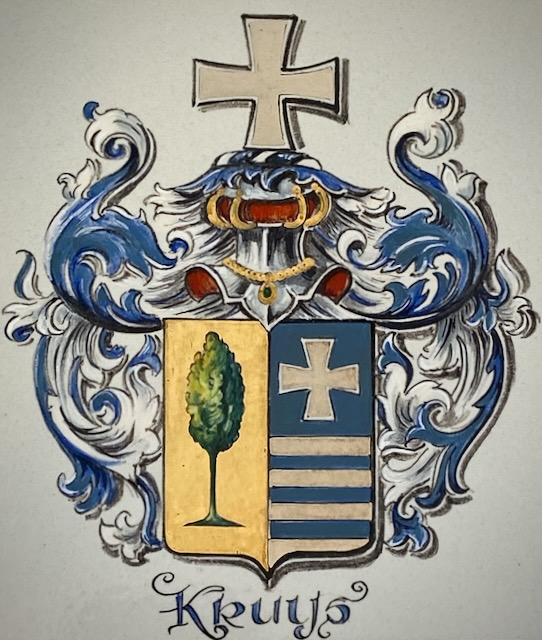
Kruys Familiewapen

Kruys is een oud Nederlands patriciërsgeslacht. Sinds de 17e eeuw zijn leden van de familie Kruys actief geweest in het kabinet, gemeentebesturen, de Koninklijke Marine en het internationale bedrijfsleven.

## Geschiedenis
De naam Kruys is afgeleid van 'kruis', een van de hoofd elementen in het familiewapen. Een veel voorkomende vroege spellingsvariant is 'Kruijs'.
Het oudst bekende familielid is Lambert Koeps (Kops, Coops), geboren in Vriezenveen, Overijssel, in 1585 of 1586. Zijn kleinzoon Berend (1610-1682) was de eerste die de naam Kruys droeg. Claas Jansen Kruys (1667-1739) was kerkmeester en schout van Vriezenveen van 1709-1739. Jan Kruys (1767-1830) was de laatste schout en werd van 1825-1830 de eerste burgemeester van Vriezenveen.
Door de eeuwen heen hebben leden van de familie Kruys zich gevestigd in Sint-Petersburg (tussen 1720 en 1917), voormalig Nederlands-Indië (Indonesië), Groot-Brittannië, Zweden, the Verenigde Staten, Canada en Australië.
De genealogie van de familie Kruys is sinds 1914 vastgelegd in het Blauwe Boekje van het Nederland's Patriciaat, uitgegeven door het Centrum voor familiegeschiedenis in Den Haag. Het Kruys familiearchief wordt bewaard bij het Nederlands Instituut voor Militaire Historie (NIMH) in Den Haag en het Historisch Museum Vriezenveen.

## Familiewapen

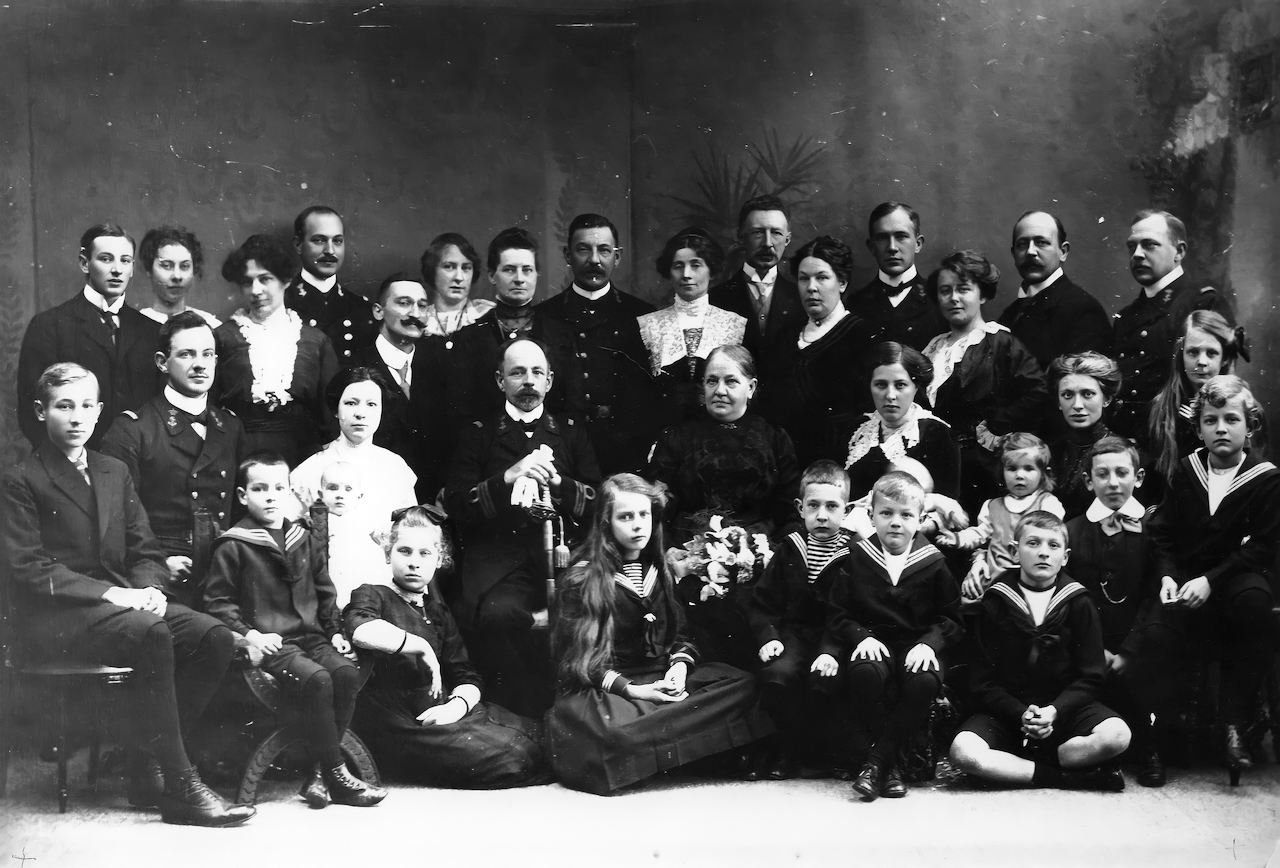
De familie Kruys omstreeks 1918

Het familiewapen is sinds de negentiende eeuw in gebruik. Een vroeg negentiende-eeuws zegelstempel in het bezit van de familie, waarop de eik voorkomt met het opschrift ‘Schout van Vriezenveen’, doet vermoeden dat de eik het oorspronkelijke schild element is, en het linkerdeel met het kruis een negentiende-eeuwse toevoeging. 
De elementen van het familiewapen zijn, in goud, een groene eik op losse grond. Aan de andere kant, op een blauwe achtergrond, een zilveren Maltezer kruis en daaronder, in zilver, drie blauwe dwarsbalken. Het helmteken bestaat uit het kruis van het schild, met zilveren en blauwe dekkleden. Het Kruys familiewapen en het gemeentewapen van Vriezenveen in de provincie Overijssel delen het symbool van de eik en hebben mogelijk dezelfde oorsprong.

## Opmerkelijke familieleden

### Gerhardus Kruys (1838-1902)

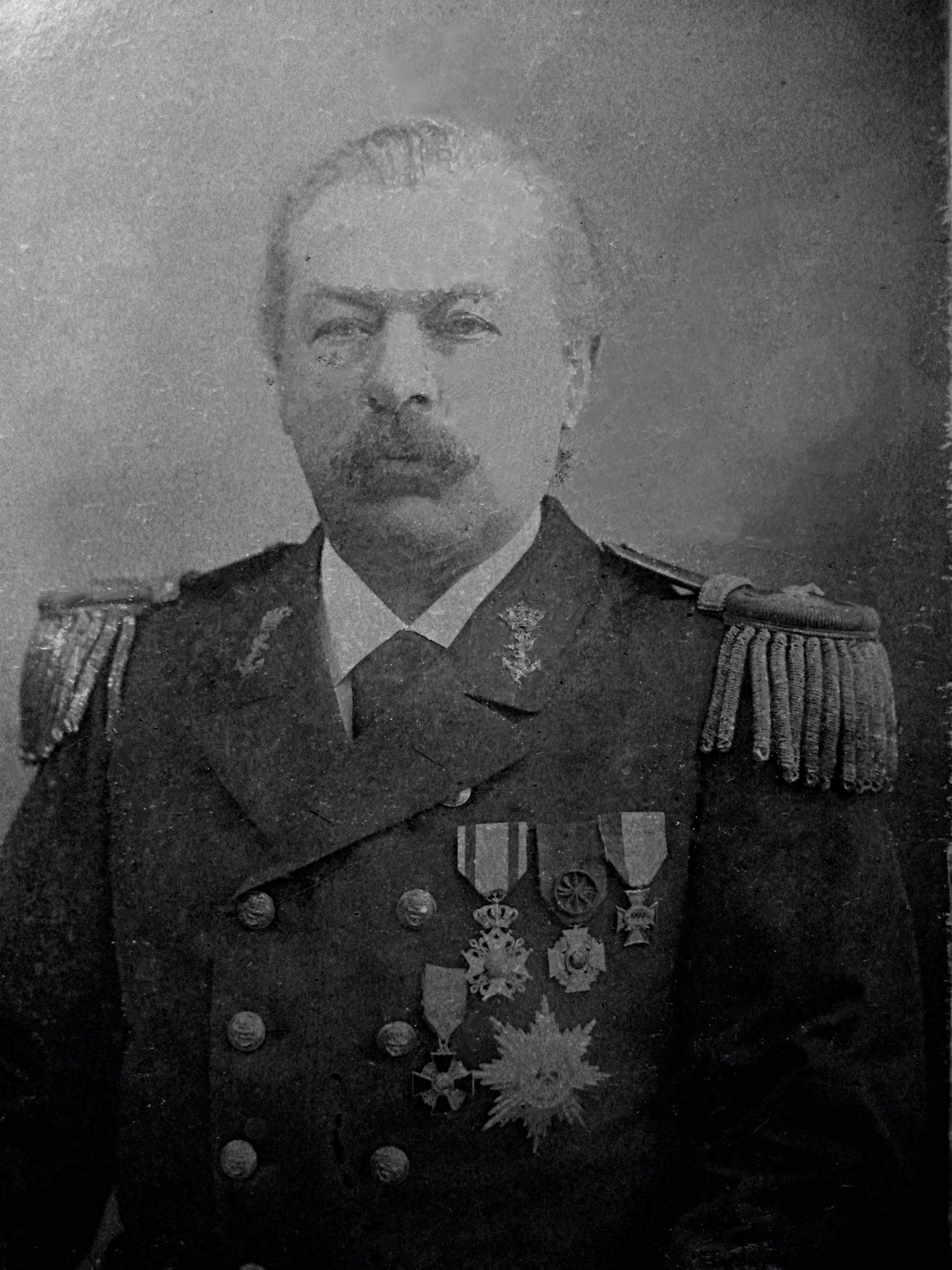
Minister Gerhardus Kruys

Gerhardus Kruys werd geboren in Vriezenveen op 21 augustus 1838. Zijn vader, Claas Kruys (1802-1877), was burgemeester van Vriezenveen.
Gerhardus was eerste chef van de marinestaf vlak voordat hij minister van Marine werd. Hij was lid van het kabinet Mackay (van 31 maart 1891 tot 21 augustus 1891) en later het kabinet Kuyper (1 augustus 1901 tot 12 december 1902).
Hij was onder andere commandant der zeemacht in Nederlands-Indië en chef van het Departement van Marine in Batavia. In 1888 werd hij lid van een staatscommissie die advies moest uitbrengen met betrekking tot de defensiewetgeving.
In 1892 maakte hij deel uit van een commissie die aanbevelingen deed om de defensie in Nederlands-Indië te moderniseren. Hij pleitte voor de ontwikkeling van pantserschepen en kruisers voor de Koninklijke Marine. Dit leidde aan het eind van de negentiende eeuw tot de bouw van het pantserschip Hr.Ms. Piet Hein en andere schepen in de Evertsenklasse, en zes pantserdek kruisers van de Hollandklasse inclusief Hr.Ms. Holland .
Op 1 augustus 1894 werd Gerhardus bevorderd tot vice-admiraal. Hij ontving vele onderscheidingen waaronder  Commandeur in de Orde van de Nederlandse Leeuw.
Gerhardus en zijn echtgenote Elisabeth Gallas (1843-1919) kregen twee dochters en zeven zonen. Zes van hun zonen werden marineofficier, onder wie vice-admiraal Theodoor Louis Kruys (1884-1940). 
Kleinzoon Gerhardus Kruys (1907-1982) was kapitein-ter-zee en een andere kleinzoon, Willem Jan Kruys (1906-1985) werd vice-admiraal. Een derde kleinzoon, luitenant-ter-zee 2e klasse Gerhard Rudolph Kruys (1913-1941), overleed tijdens de tweede wereldoorlog op 28-jarige leeftijd.
Gerhardus overleed op 12 december 1902 op 64-jarige leeftijd in Den Haag. Hij werd begraven op Oud Eik en Duinen.

### Hendrik Kruys (1851-1907)

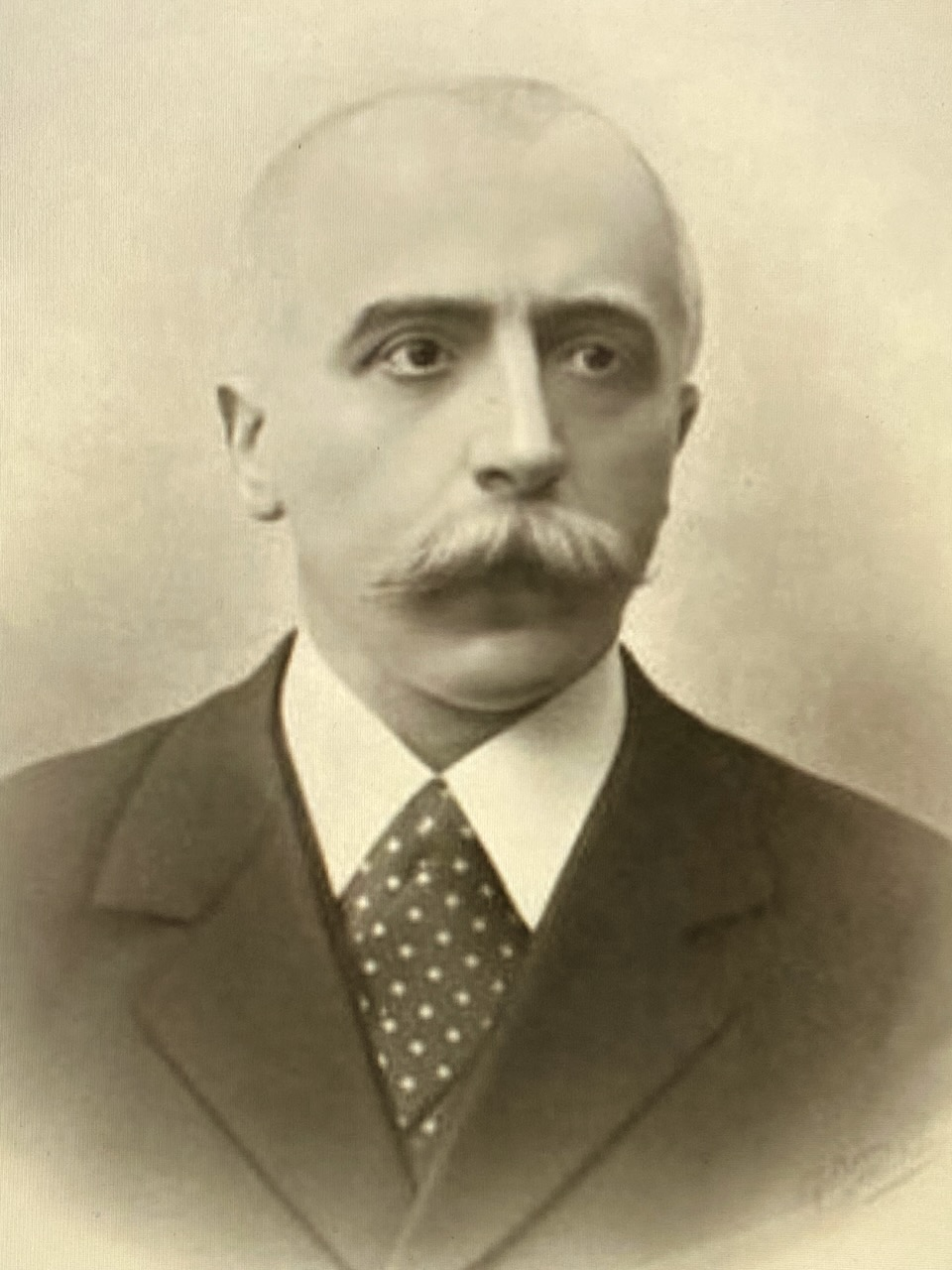
Hendrik Kruys

Een halfbroer van Gerhardus, Hendrik Kruys, was een succesvol koopman en lid van de 'Rusluie', een gemeenschap van Nederlanders die tussen 1720 en 1917 in Sint-Petersburg in Rusland woonde. Ze kwamen oorspronkelijk uit Vriezenveen, en de gemeenschap telde een aantal leden van de familie Kruys.
Volgens een beschrijving in het dagboek van Jacob Kruys (1812-1852), een oom van Hendrik, ging de 2400 kilometer reis per huifkar van Vriezenveen naar Sint-Petersburg door Osnabrück, Berlijn en Riga en duurde destijds 15 dagen.
In 1868 reisde Hendrik via Berlijn naar Sint-Petersburg en ging hij in de leer bij de Nederlandse linnenhandel Engberts & Co. In 1884 begon Hendrik zijn eigen handelshuis 'Java' aan de Grosse Morskaya 38, waar hij Hollandse koffie en cacao verkocht, maar ook thee, specerijen, likeuren en andere producten. Naarmate cacao populairder werd in Rusland bloeide zijn bedrijf en uiteindelijk bezat Hendrik in totaal zeven speciaalzaken in de Russische stad. Hij was de enige vertegenwoordiger van Blooker's Cacao in Rusland en maakte vele handelsreizen door Europees Rusland, in zijn dagboeken 'cacao reizen' genoemd.
In een van zijn aantekeningen in zijn dagboek (gearchiveerd in het Historisch Museum Vriezenveen) beschreef Hendrik de eerste Russische Revolutie van 1905: “Er waren in de stad grote ongeregeldheden. Door soldaten zijn veel mensen doodgeschoten. Veel winkels zijn geplunderd, maar Java heeft gelukkig geen schade.”
Na de revolutie van 1917 verslechterde de situatie in Sint-Petersburg, wat uiteindelijk het einde betekende van de Nederlands-Russische gemeenschap.
Hendrik en zijn vrouw Alida Boom (1861-1940) kregen één dochter en drie zonen. Hij overleed in Vriezenveen op 24 mei 1907 op 55-jarige leeftijd.

### Willem Jan Kruys (1906-1985)

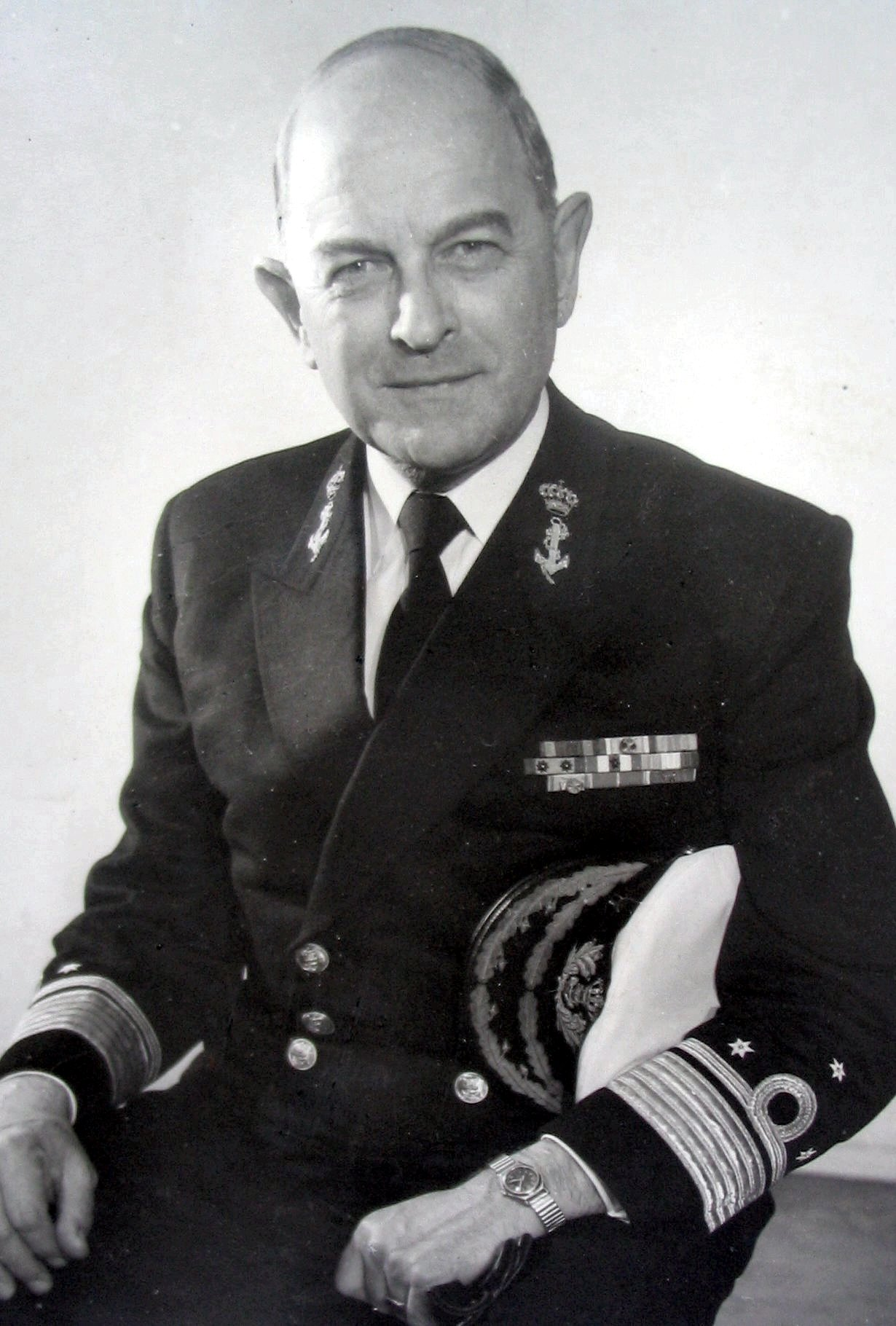
Vice-admiraal Willem Jan Kruys

Willem Jan Kruys (roepnaam Wim) is een kleinzoon van minister en vice-admiraal Gerhardus Kruys. Hij werd geboren in Pankalan Brandan, Sumatra, in het voormalige Nederlands-Indië (Indonesië).
Tijdens de Tweede Wereldoorlog was Willem Jan commandant van de Nederlandse torpedobootjager Hr.Ms. Tjerk Hiddes, die vanaf 1942 deel uit maakte van de Amerikaanse 7e Vloot, gestationeerd in de haven van Fremantle, West-Australië.
In 1942 maakte Hr.Ms. Tjerk Hiddes drie tochten naar Timor om geallieerde troepen die in vijandelijk gebied waren gestrand te evacueren. Toen Timor zich overgaf aan het Japanse Keizerlijk Leger, waren Australische en Nederlandse troepen afgesneden in de bergachtige jungle en begonnen een guerrillaoorlog tegen de Japanse strijdkrachten. Op 4, 11 en 15 december maakte de Tjerk Hiddes genoemde tochten naar Timor en werden meer dan duizend Australische strijdkrachten, Nederlandse troepen en burgers geëvacueerd naar Darwin in Australië.
Naar aanleiding van de Timor-missie werd Willem Jan door president Roosevelt  onderscheiden met de Legion of Merit: “By his fearless determination, excellent judgment, and outstanding professional ability throughout this period, he brought to a successful conclusion an extremely difficult and perilous mission.” De Tjerk Hiddes bemanning werd onderscheiden met het Ereteken voor Belangrijke Krijgsbedrijven (ook wel Expeditie-Kruis genoemd) met de gesp Timor 1942.
Willem Jan Kruys was betrokken bij de rondetafelconferentie in 1949 over de onafhankelijkheid van Indonesië. Op 18 november 1953 werd hij de eerste commandant van de kruiser Hr.Ms. De Ruyter. Op 4 september 1958 werd hij bevorderd tot vice-admiraal. Na zijn pensionering bij de Koninklijke Marine werd hij van 1962 tot 1971 directeur-generaal van de Rijksluchtvaartdienst. Hij ontving binnen- en buitenlandse  onderscheidingen, inclusief  Ridder in de Orde van de Nederlandse Leeuw en Commandeur in de Orde van Oranje-Nassau. Van koning George V ontving hij de Order of the British Empire. Van de Zweedse regering ontving hij het ccommandeurschap van de Orde van het Zwaard en de Orde van de Poolster. Oostenrijk onderscheidde hem met het Groot Gouden Ereteken van Verdienste. Van de KLM kreeg hij de Medaille van Verdienste. 
Willem Jan Kruys en zijn echtgenote Anna Troll (1911-1998) hadden één dochter en twee zonen. Hij overleed in Bilthoven op 20 april 1985, op 79-jarige leeftijd.

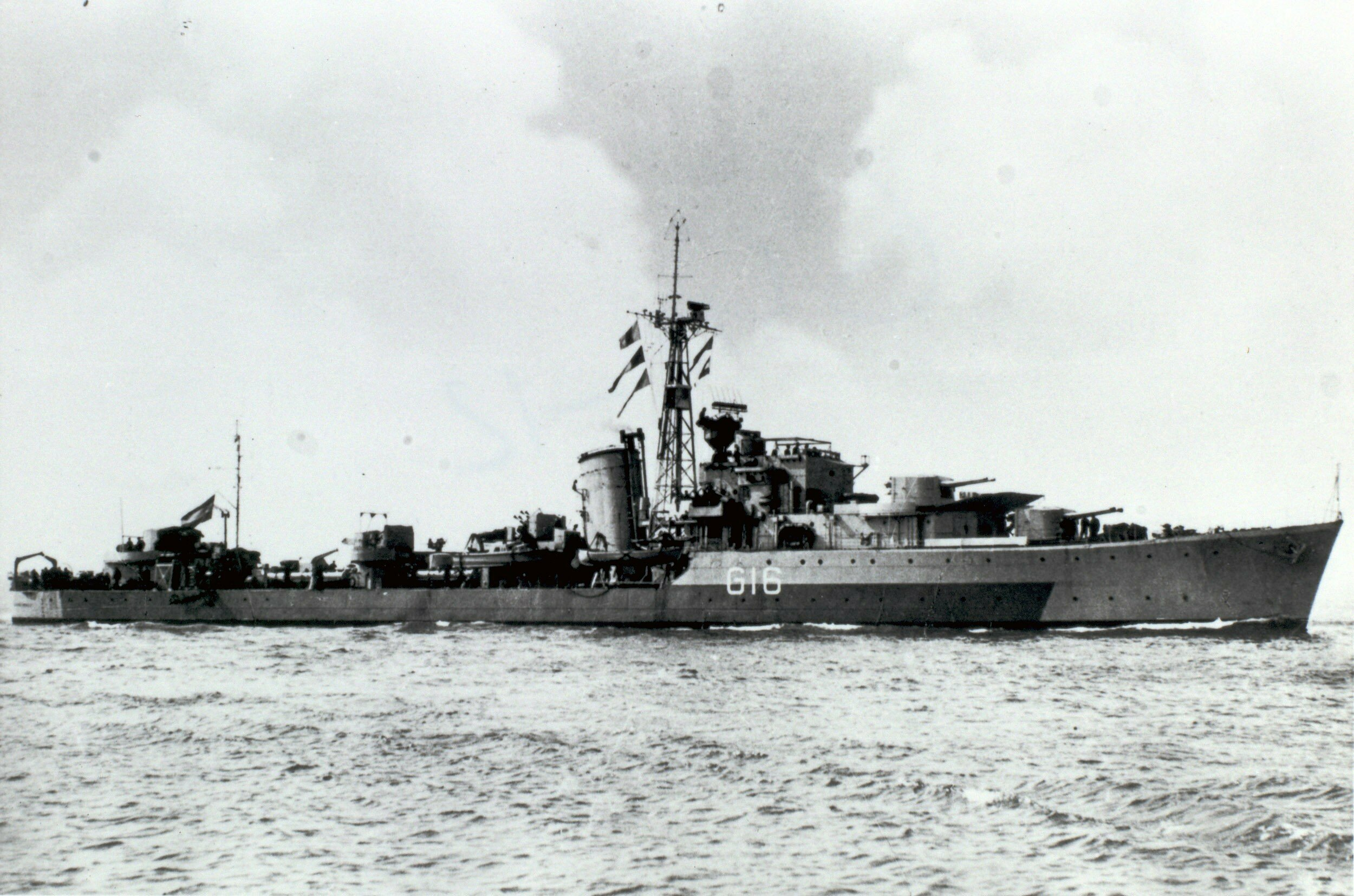
De torpedobootjager Hr.Ms.Tjerk Hiddes onder bevel van Willem Jan Kruys (1942)

### Gerhard Rudolph Kruys (1913-1941)
Luitenant-ter-zee 2e klasse Gerhard Kruys (roepnaam Ruud) was 28 jaar toen hij in 1941 werd opgegeven als vermist in de Zuid-Chinese Zee. Zijn vader, kapitein-ter-zee Johannes Adrianus Kruys (1886-1974) was een zoon van minister Gerhardus Kruys. 
In de zomer van 1937 trouwde Gerhard met Leonardie Bronkhorst in Soerabaja, Java, dat toen nog deel uitmaakte van de Nederlandse kolonie Nederlands-Indië. Het jaar daarop kregen zij een zoon, Rudolph Leonard Kruys (1938-1943). 
Tijdens de tweede wereldoorlog maakte Gerhard deel uit van de bemanning van Hr.Ms. K XVII, een onderzeeboot van de K XIV-klasse, gebouwd door de Rotterdamse scheepswerf Wilton-Fijenoord als patrouilleschip om Nederlands-Indië te beschermen. De K XVII patrouilleerde in de Zuid-Chinese Zee en de Golf van Siam (Thailand). Het laatste contact met het schip vond plaats op 19 December 1941. Gerhard en de 36-koppige bemanning zijn nooit teruggekeerd. De exacte toedracht en locatie van het schip waren lang onbekend.
Ruim 40 jaar later, op 2 mei 1982, werd op de zeebodem voor de kust van het eiland Tioman in Maleisië, een wrak gevonden dat geïdentificeerd werd als Hr.Ms. K XVII. Uit onderzoek werd duidelijk dat het schip in een Japans mijnenveld terecht was gekomen, een mijn had geraakt en was gezonken. In 1998 werd het wrak gefotografeerd door een film crew uit Singapore.
In 2019 ontdekte een wetenschappelijke expeditie dat de K XVII gestolen was net als de getorpedeerde Nederlandse marineschepen in de Javazee. Een afdruk van de scheepsromp in de zeebodem was het enige overblijfsel.

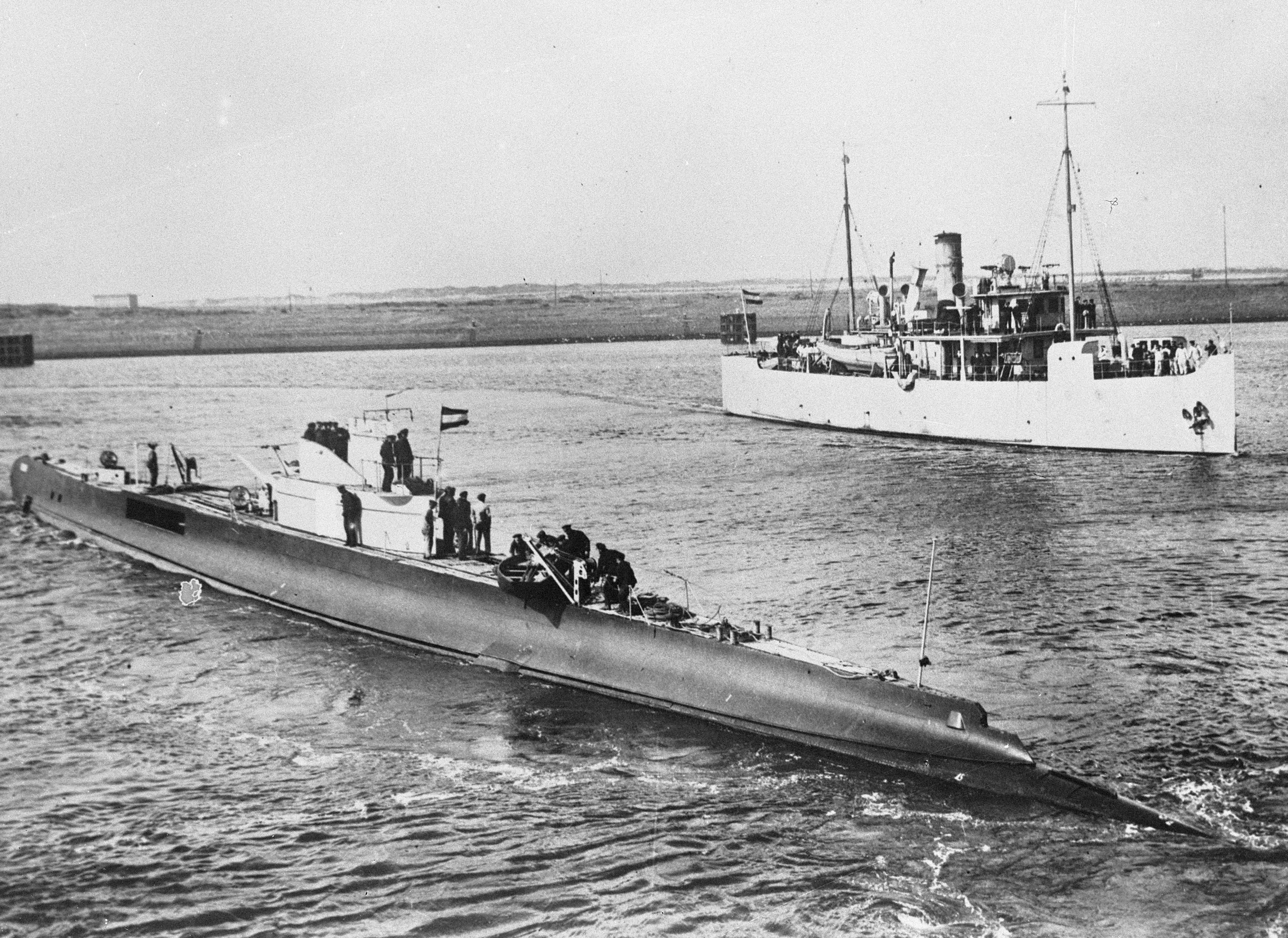
Onderzeeboot Hr.Ms.K XVII omstreeks 1940-1942

### Jan Kruys (1767-1830)

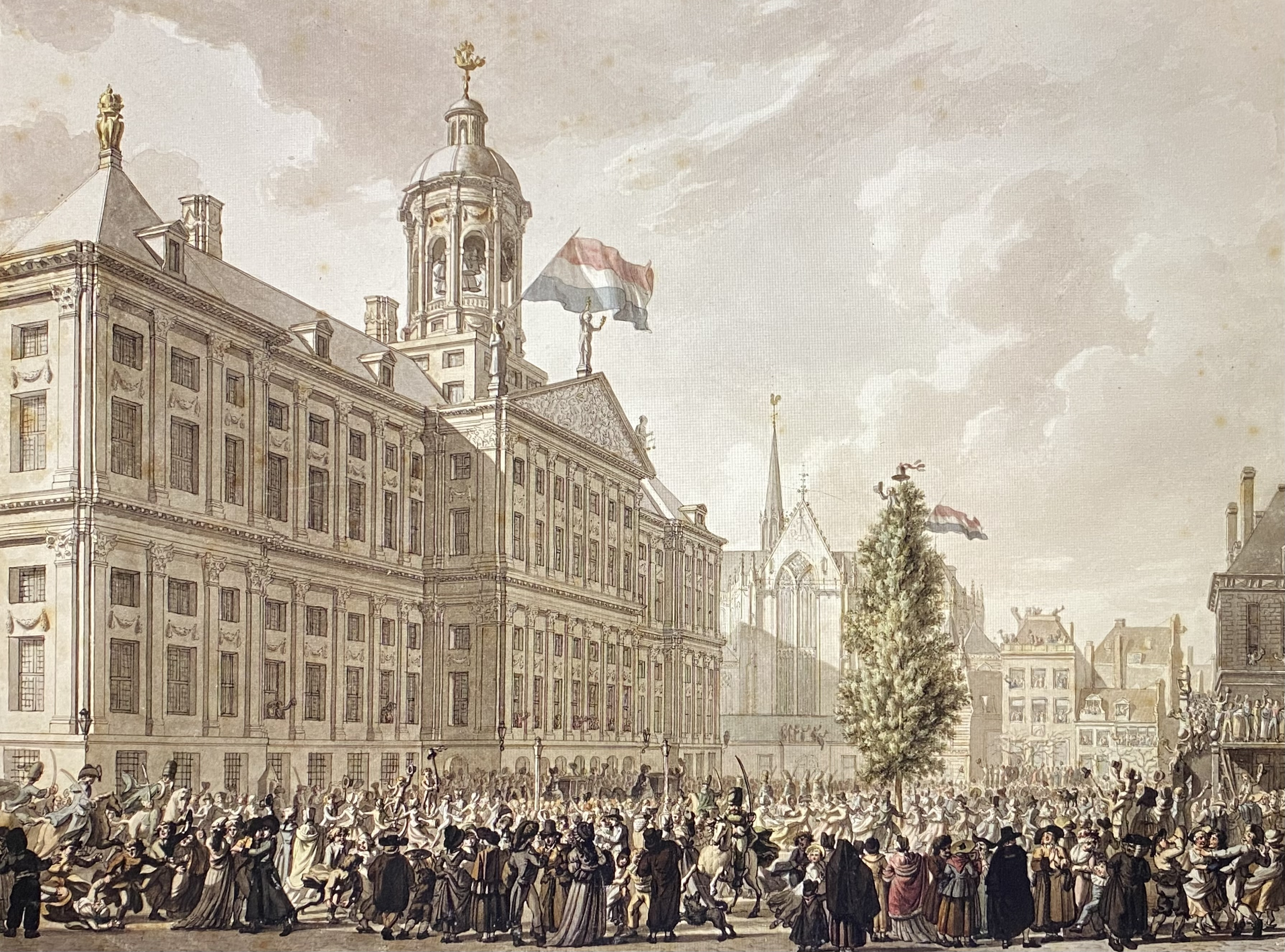
Vrijheidsboom op de Dam (Jurriaan Andriessen, 1795). Mensen dansen rondom de vrijheidsboom in Amsterdam. Tussen hen Franse huzaren met ontbloot zwaard. Links wappert de vlag van het stadhuis (nu het Koninklijk Paleis op de Dam). Bron: Openbaar Stadsachief Amsterdam.

Jan Kruys was de laatste schout en de eerste burgemeester van Vriezenveen van 1818 tot zijn dood in 1830. Hij is grootvader van minister en vice-admiraal Gerhardus Kruys.
Jan werd geboren in Vriezenveen. Zijn vader, Claas Jansen Kruys (1731-1802), was koopman bij de firma Kruys, Engberts & Zn en exporteerde linnen en andere goederen naar Hamburg, Frankfurt, Straatsburg en Allicante. Van 1781 tot 1789 werkten Jan en zijn broer Johannes Kruys (1769-1806) samen met hun vader in het familiebedrijf in Sint-Petersburg. Na acht jaar verliet hij Rusland en vond een baan in Amsterdam als kantoorbediende. Later werd hij boekhouder en begon een eigen winkel in de buurt van de Papenbrug. In 1799 keerde hij terug naar Vriezenveen.
Tussen 1817 en 1830 hield Jan een gedetailleerd dagboek bij. De veertien delen zijn gearchiveerd in het Nederlands Instituut voor Militaire Historie (NIMH). In een van zijn aantekeningen keek hij terug op de binnenkomst van het Frans revolutionaire huzaren leger in Amsterdam, wat uiteindelijk leidde tot de uitroeping van de Bataafse Republiek. 
Hij schreef in zijn dagboek: 

Heden 28 jaren geleden, zijnde in 1795 trokken de Franschen in Amsterdam. Ik was destyds aldaar nog woonachtig en weduwnaar, onze bewoonde huis en winkel stond op het water voor de Papenbrug. Des avonds te voren was de geheele stad in beweging; doch er wierd hoegenaamd geen moedwil bedreven. Des morgens van dezen dag zag de eerste Franschen eene patrouille van 12 of 16 man op den Dam, voor het stadhuis aankomen. Den volgende dag tegen den avond rukten 2000 man cavallerie binnen; en des avonds kwam ook nog voetvolk binnen. Men plante een vrijheidsboom voor het stadhuis en den geheele stad was die dag op de been en vol gejuig.
— Transcriptie: Frans Harwig en Erik Berkhof

Jan was getrouwd met Anna Broers (1772-1793); zij overleed in het kraambed. Jan en zijn tweede vrouw Maria Ursinus Grevenstein (1774-1845) kregen zes dochters en vijf zoons. Hij overleed in Vriezenveen (Oosteinde 148) op 22 december 1830 op 63-jarige leeftijd.

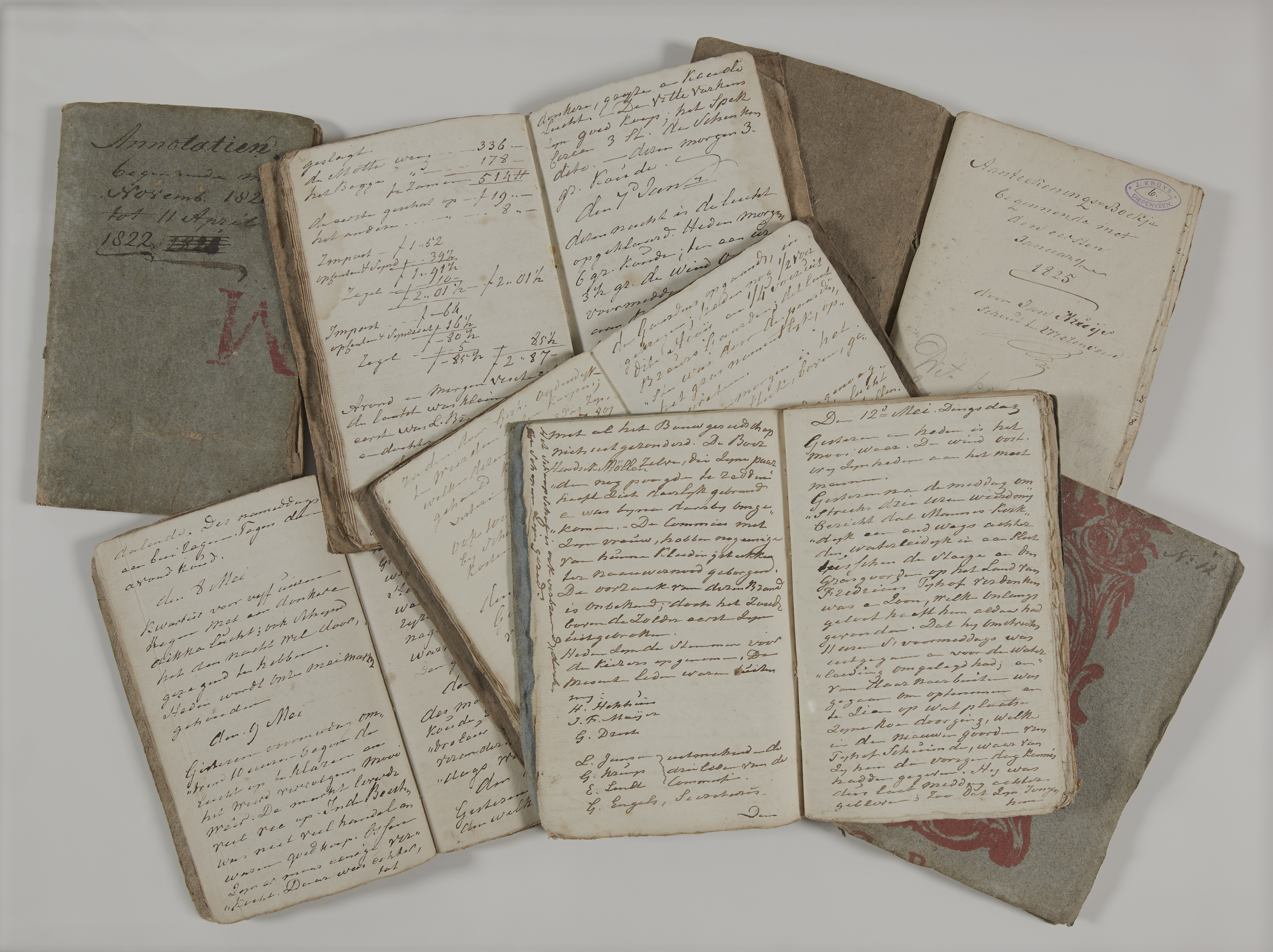
Dagboek van Jan Kruys (1817-1830)

### Claas Kruys (1802-1877)

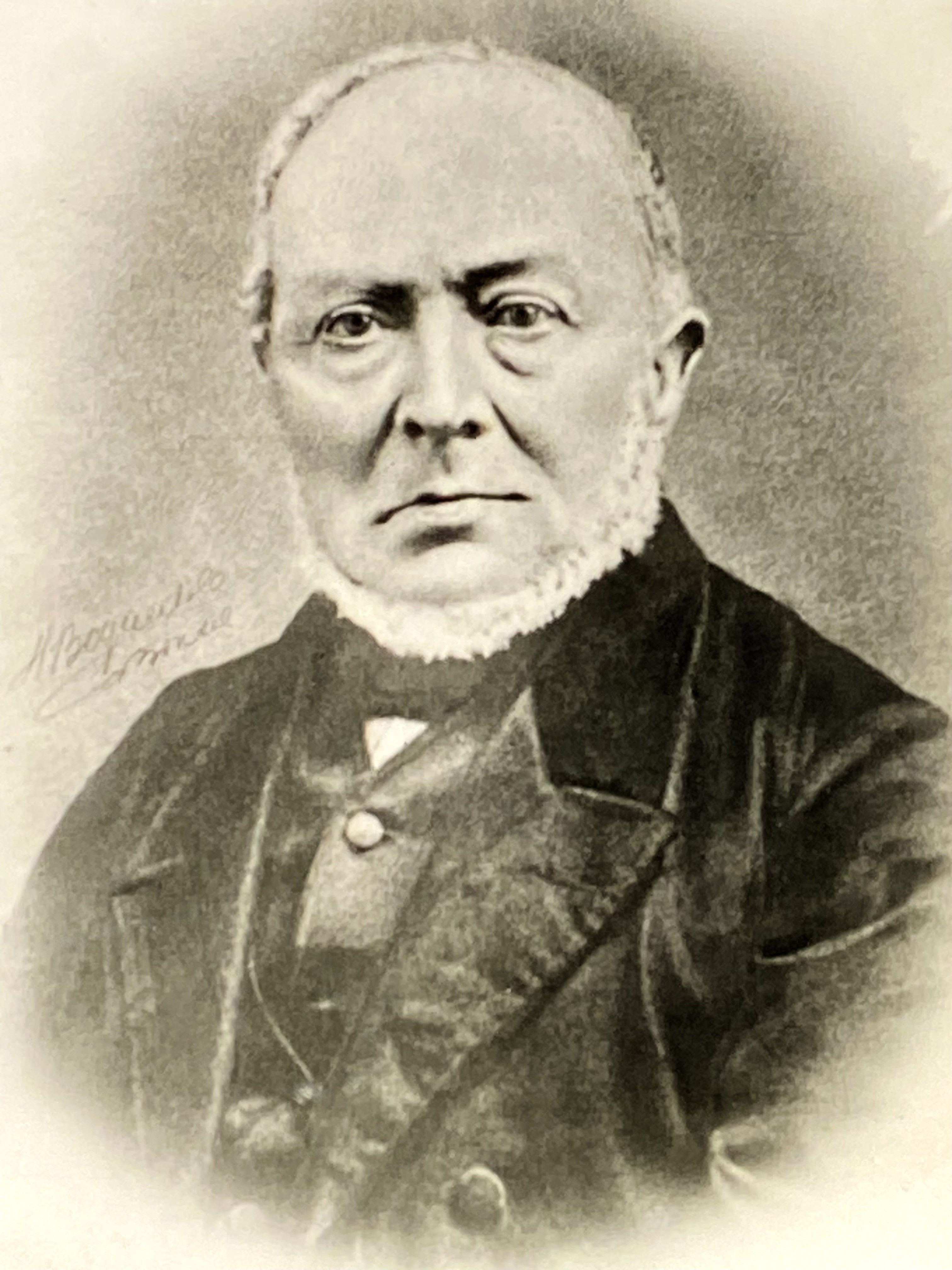
Claas Kruys, koopman en burgemeester van Vriezenveen

Claas Kruys was koopman bij de firma Jansen, Joost & Co in Sint-Petersburg, voordat hij in 1852 burgemeester werd van Vriezenveen. Zijn ambtstermijn liep tot 1870.
Claas was de zoon van Gerhardus Kruys (1771-1839) en Aaltje Winter (1777-1848), allebei afkomstig uit Vriezenveen. Zijn vader was de broer van Jan Kruys (1767-1830), schout en eerste burgemeester van Vriezenveen.
Claas trouwde met zijn nicht Jesina Juliana Kruys (1810-1847) op 30 Juni 1832, de dochter van Jan Kruys. Ze hadden zeven kinderen inclusief Gerhardus Kruys, de latere minister van Marine en vice-admiraal. Jesina overleed op 36-jarige leeftijd. Claas hertrouwde vier jaar later, op 8 februari 1851, met Frederika Bramer (1823-1899). Met haar kreeg hij een zoon, Hendrik Kruys, en een dochtertje Jesina Kruys dat stierf op 5-jarige leeftijd.
Claas overleed in Vriezenveen op 20 Maart 1877, op 74-jarige leeftijd.